# 真理杏
真理杏（まりあ、1996年1月3日 - ）は、日本の女優、ダンサー、モデル、DJ。reverseM（リバースエム）メンバー。旧名は堀川 真理安。単独のDJとしてはliz名義も使用していた。ウクライナ系スペイン人と日本人のハーフ。

## 略歴
2013年にスカウトされモデルデビュー。堀川真理安名義で活動したのちに真理杏に改名。読みは当初「まりあん」であったが、2016年頃より「まりあ」となっている。
2015年、月刊ハーレー専門誌『VIBES』（海王社）で結成されたパフォーマンスチーム「vibesfox」として活動を開始。その傍らで舞台を中心に女優としても活動。2016年6月、reverseM結成にDJとして参加。

## 人物
スペイン人の母とはスペイン語で会話しているため、スペイン語を特技としている。NHKの『テレビでスペイン語』ではナレーターとリポーターを務めた。
ダンスとキックボクシングも特技としている。

## 出演

### テレビ
- テレビでスペイン語（2015年12月26日 - 、NHK Eテレ） - ナレーション、リポーター[8]

### ウェブテレビ
- 園子温監督スマホ映画「うふふん下北沢」（2017年[1]、中京テレビ動画サービス「Chuun」）

### 舞台
- 扉の向こうに（2014年4月11日、東京・渋谷TAKE OFF7） - マリア 役（主演）
- 俺は君のためにこそ死ににいく（2015年4月7日 - 12日、東京・俳優座劇場）
- 足長おじさん ジュディ物語（2015年5月26日 - 31日、東京・世田谷APPLAUSEシアター） - ジュディー 役（主演）
- 喜劇ライブ「曾我廼家の喜劇」（2015年6月14日、東京・アミューズミュージアム）
- 横浜グラフィティ（2016年7月26日 - 31日・8月6日・7日、東京・俳優座劇場） - ステラ 役
  - 横浜グラフィティ アゲイン（2017年2月28日 - 3月5日、東京・俳優座劇場）[7] - ステラ 役
- 「仰げば尊し2016」「平成・竹取物語」（2016年8月27日、28日、東京・銀座博品館劇場）
- 新宿のありふれた夜（2016年12月21日 - 27日、東京・SPACE 雑遊）[7] - メイ・リン 役（マリアン名義）主演
- こげた畳とゆれた尻（2016年10月11日 - 16日、東京・千本桜ホール） - エロい女 役
- 荒木町ラプソディー・地層捜査（2017年8月9日 - 8月13日、東京・シアターX）

### ゲーム
- 東京ガールズスナップ（2013年、サイバーエージェント） - モデル出演
- ソーシャルゲーム「軍神召喚†アークナイツ」（2014年、中玩商事） - ヴィーナス 役（声の出演）
- パズルRPGアプリ「バトって！オトギ戦争」（2015年、モバイルプロダクション） - 白蛇の精ハクジョウシ 役（声の出演）

### PV
- 「キケンなふたり」シシド・カフカ（2013年、テイチクエンタテインメント）

### ファッションショー
- The black sense festival
- Tokyo boys collection

### 雑誌
- VIBES（海王社） - レギュラーモデル